# History Line: 1914–1918
History Line 1914-1918 – strategiczna gra komputerowa firmy Blue Byte koncepcyjnie zbliżona do Battle Isle, a konkretnie do drugiego dodatku do tej gry: Moon of Chromos. Została osadzona w realiach I wojny światowej. Rozgrywka toczy się na 24 mapach, z których każda obejmuje umownie kolejne dwa miesiące wojny (począwszy od sierpnia i września 1914). Po każdej wygranej (lub przegranej) mapie następuje wyświetlenie wydarzeń historycznych z danych miesięcy. Gracz może toczyć rozgrywkę zarówno po stronie francuskiej, jak i niemieckiej. 
Gra zapewnia unikatowy, jak na owe czasy, system gry dwuosobowej. Obaj gracze siedzą jednocześnie przy jednym monitorze, jest on przedzielony w pionie. Gdy jeden gracz wykonuje ruch swych oddziałów, drugi wyznacza cele ataków dla swoich jednostek. Role zmieniają się co turę. Dzięki temu gracze nie nudzą się tak bardzo w oczekiwaniu na ruch przeciwnika, jak w klasycznym systemie "hotseat". Aby zachować tajność ruchów, należało wykonać tekturowy parawan na monitor.